# Face ID
Face ID är ett biometriskt autentiseringssystem för ansiktsigenkänning designat och utvecklat av Apple Inc. för iPhone och iPad Pro. 
Systemet kan användas för att låsa upp enheten, genomföra betalningar via Apple Pay, få åtkomst till känslig information, samt för detaljerad spårning av ansiktsuttryck i funktioner som Animoji. Det möjliggör även huvudrörelsespårning, ögonspårning och andra avancerade funktioner. Tekniken lanserades november 2017 tillsammans med iPhone X, och har därefter uppdaterats och introducerats i alla iPhone-modeller utom SE-serien samt i alla iPad Pro-modeller sedan 2018. Från och med iOS 18 kan användare välja att låsa specifika appar och kräva Face ID-autentisering för att öppna dem.

## Historik
Apple presenterade Face ID i samband med lanseringen av iPhone X den 12 september 2017. Systemet introducerades som efterföljare till Touch ID, Apples tidigare autentiseringsteknik baserad på fingeravtryck, som var inbyggd i hemknappen på iPhone 8 och tidigare modeller, samt i andra och tredje generationens iPhone SE. Den 12 september 2018 lanserade Apple iPhone XS och iPhone XR med snabbare neuronnätsprocessorer, vilket gav en avsevärt förbättrad hastighet i Face ID. Den 30 oktober 2018 presenterade Apple iPad Pro av tredje generationen, vilket innebar att Face ID kom till iPad och kunde användas i valfri skärmorientering. Med iOS 13 inkluderades en uppdaterad version av Face ID som var upp till 30 % snabbare än tidigare versioner.
Den 19 februari 2025, i samband med lanseringen av iPhone 16e och avslutandet av iPhone SE (3:e generationen), meddelade Apple att alla iPhone-modeller nu övergår från Touch ID till Face ID.

## Enheter med stöd för Face ID
- iPhone X (2017) och senare, förutom andra och tredje generationens iPhone SE
- iPad Pro (3:e generationen, 2018) och senare

## Säkerhet
Face ID använder en infraröd flodljusbelysning och en infraröd punktprojektor med laser. Långvarig exponering för infrarött ljus är känt för att kunna orsaka skador på hud och ögon. Apple har dock uppgett att utsläppsnivån är tillräckligt låg för att inte innebära någon hälsorisk, och att systemet uppfyller internationella säkerhetsstandarder. Den infraröda strålning som Face ID avger har jämförts med den som sänds ut från fjärrkontroller till TV-apparater. Apple rekommenderar dock inte att sensorn repareras av tredje part, med hänvisning till säkerhetsrisker. Enheten har även en inbyggd funktion som automatiskt inaktiverar Face ID om otillåtna komponenter upptäcks vid reparation.